# Талорк II
Талорк II (*Talorc II, д/н — 549/555) — король піктів у 538/543—549/555 роках.

## Життєпис
Походив з роду місцевих піктських вождів. Син Муртоліка (інші варіанти Морделет або Мортелег). Ймовірно, став на чолі повстання проти короля Кейлтрама. Втім, не зумів відновити стабільність у державі, в якій почалися заколоти. Зрештою за невідомих обставин Талорк II помер чи загинув. Його заступив Друст V.